# 道志村
道志村（どうしむら）は、山梨県南東部の郡内地方に位置する村。南都留郡に属する。山梨県の村としては最東端に位置する。
道志川の原流域にあたり、村の総面積の約36%にあたる2,873haを横浜市水道局が所有しており自治体間の友好交流も行われている。

## 地理

### 位置
北東から西南に延びる山間に立地し、村の中央を道志川が北東に向けて流れる。
道志川側沿いに国道413号が通っているが、北は道志山塊、南は丹沢山塊と1000mを超える山が連ねているため、上野原市、山北町とを直接結ぶ道路は殆どない。
村全体は木の葉の形をしており、葉脈部分が国道413号（道志みち）に当たる。古くから道志七里と呼ばれた山間抜け道沿いの集落であった。

### 地形

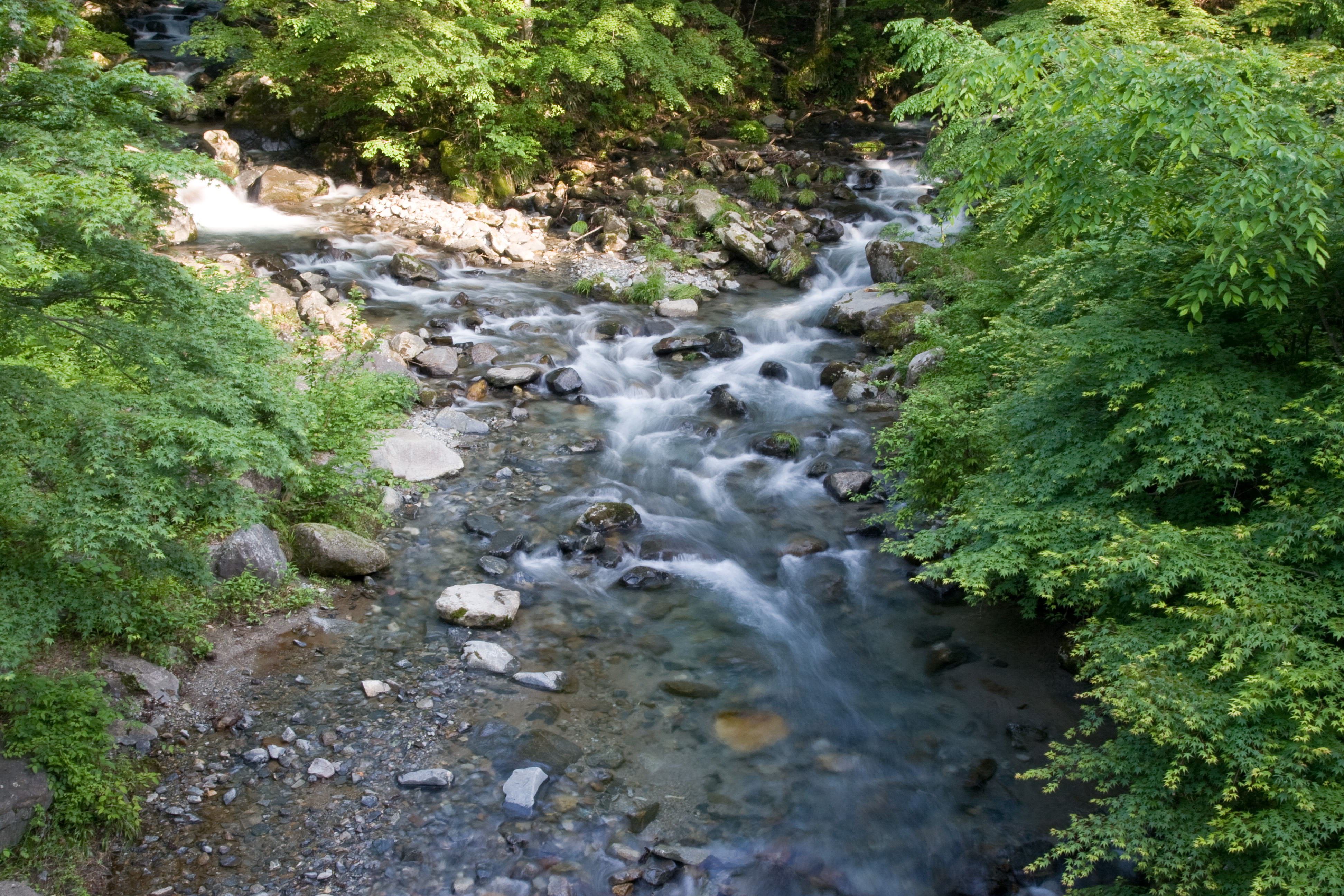
三ヶ瀬川（さがせがわ）

#### 山地
主な山
- 甲相国境尾根
  - 大室山
  - 加入道山
  - 菰釣山
  - シャガクチ丸
  - 水晶沢ノ頭
  - 大界木山
  - 中ノ丸
  - 破風口
  - バン木ノ頭
  - ブナ沢ノ頭
  - ブナ沢乗越
  - 前大室
  - モロクボ沢ノ頭

主な峠
- 城ヶ尾峠
- 白石峠
- 馬場峠
- 山伏峠

#### 河川
主な川
- 道志川 - 両国橋が架かる。
- 三ヶ瀬川

### 地域
- 月夜野（つきよの）
- 大渡（おわた）
- 野原（のはら）
- 久保（くぼ）
- 笹久根（ささくね）
- 大室指（おおむろざす）
- 小椿（こつばき）
- 椿（つばき）
- 小善地（こぜんじ）
- 大栗（おおぐり）
- 馬場（ばんば）
- 竹之本（たけのもと）
- 東和出村（ひがしわでむら）
- 西和出村（にしわでむら）
- 池之原（いけのはら）
- 谷相（やそう）
- 川原畑（かわらはた）
- 大指（おおざす）
- 釜之前（かまのまえ）
- 東神地（ひがしかんじ）
- 中神地（なかかんじ）
- 下中山（しもなかやま）
- 上中山（かみなかやま）
- 下善之木（しもぜんのき）
- 上善之木（かみぜんのき）
- 川村（かわむら）
- 板橋（いたばし）
- 下白井平（しもしろいたいら）
- 上白井平（かみしろいたいら）
- 長又（ながまた）

### 人口
| |                                        |  |
| 道志村と全国の年齢別人口分布（2005年） | 道志村の年齢・男女別人口分布（2005年） |  |
| ■紫色 ― 道志村 ■緑色 ― 日本全国 | ■青色 ― 男性 ■赤色 ― 女性              |  |
| 道志村（に相当する地域）の人口の推移 \| 1970年（昭和45年） \| 2,627人 \| \| \| 1975年（昭和50年） \| 2,424人 \| \| \| 1980年（昭和55年） \| 2,231人 \| \| \| 1985年（昭和60年） \| 2,141人 \| \| \| 1990年（平成2年） \| 2,150人 \| \| \| 1995年（平成7年） \| 2,153人 \| \| \| 2000年（平成12年） \| 2,087人 \| \| \| 2005年（平成17年） \| 2,051人 \| \| \| 2010年（平成22年） \| 1,919人 \| \| \| 2015年（平成27年） \| 1,743人 \| \| \| 2020年（令和2年） \| 1,607人 \| \| |                                        |  |
| 総務省統計局 国勢調査より |                                        |  |
| 1970年（昭和45年） | 2,627人                                |  |
| 1975年（昭和50年） | 2,424人                                |  |
| 1980年（昭和55年） | 2,231人                                |  |
| 1985年（昭和60年） | 2,141人                                |  |
| 1990年（平成2年） | 2,150人                                |  |
| 1995年（平成7年） | 2,153人                                |  |
| 2000年（平成12年） | 2,087人                                |  |
| 2005年（平成17年） | 2,051人                                |  |
| 2010年（平成22年） | 1,919人                                |  |
| 2015年（平成27年） | 1,743人                                |  |
| 2020年（令和2年） | 1,607人                                |  |

### 隣接自治体・行政区
山梨県
- 都留市
- 上野原市
- 南都留郡：山中湖村

神奈川県
- 相模原市（緑区）
- 足柄上郡：山北町

## 歴史
古代から近世までは甲斐国東部の都留郡に属していた。江戸時代には組支配の名主制度があり、道志村の1村であるが32の小字が6組に編成されて、組が事実上の村として機能していた。村内に組ごとの名主が存在していた。木材をはじめとする多くの林産物を生産し、津久井（神奈川県相模原市緑区）の荒川番所を経て移出されていた。

### 沿革
明治
- 1878年（明治11年）7月22日 郡区町村編制法の施行により、都留郡が南北に分割して、行政区画としての南都留郡が発足する。道志村は南都留郡に所属する。
- 1889年（明治22年）7月1日 町村制の施行により、道志村の区域をもって、道志村が発足する。

近代には神奈川県小田原から木地職人が往来して木地細工を行い、村域の木工業は小田原との関わりが強い。
昭和
- 1932年（昭和7年）山伏隧道が開通する[3]。
- 1950年（昭和25年）富士山麓鉄道のバス路線が開通する[3]。
- 1970年（昭和45年）2月1日、大室指地区の民家から出火。強風に煽られて笹久根地区、久保地区にも延焼して19戸が焼失。さらに山林にも燃え広がり山火事となった[4]。

平成
- 2004年（平成16年）6月22日 神奈川県横浜市と友好交流提携。
- 2012年（平成24年）10月4日 「日本で最も美しい村」連合への加盟が認定された[5]。しかし、2015年1月に退会した[注釈 2]。

令和
- 2024年（令和6年）2月4日 - 村議会の解散を問う住民投票を実施、反対が過半数に達し、リコールは不成立[6]。

## 政治

### 行政

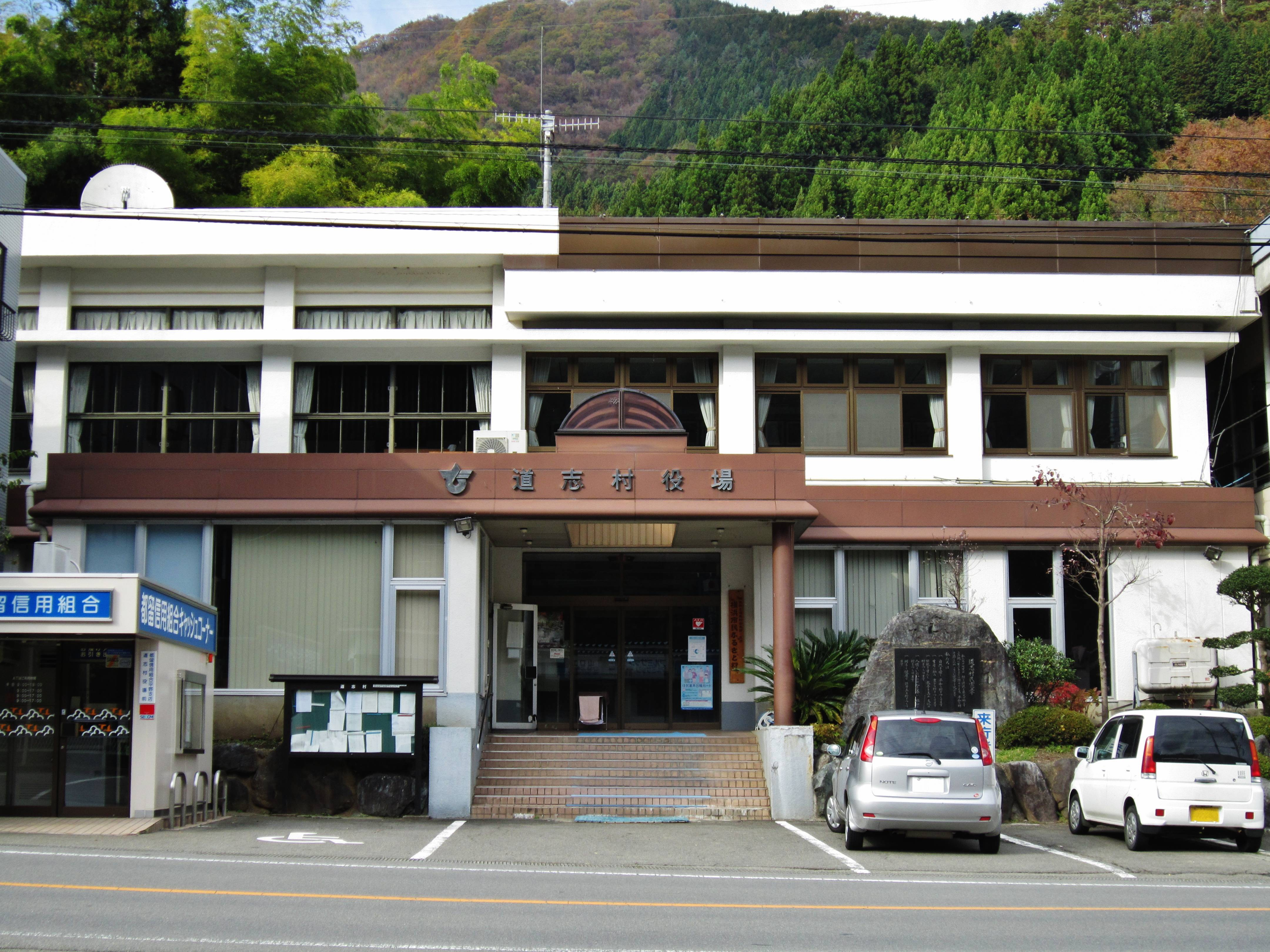
道志村役場旧庁舎

2023年12月現在、役場は総務課・住民健康課・産業振興課・ふるさと振興課・教育委員会で構成され、職員は34人である。しかし、横のつながりは弱く、地域創生ワーキンググループを設置して組織を超えた事業立案に取り組んでいる。
老朽化に伴い、旧庁舎跡地に新たな役場庁舎が建設され、2024年（令和6年）4月26日に落成式・開庁式を挙行した。新庁舎は鉄筋コンクリート構造2階建、延床面積1,012.26 m2で、芙蓉建設が施工した。建て替え工事中は隣接する中央公民館を仮庁舎としていた。

#### 村長
- 村長: 長田富也（2013年7月31日就任）

## 対外関係

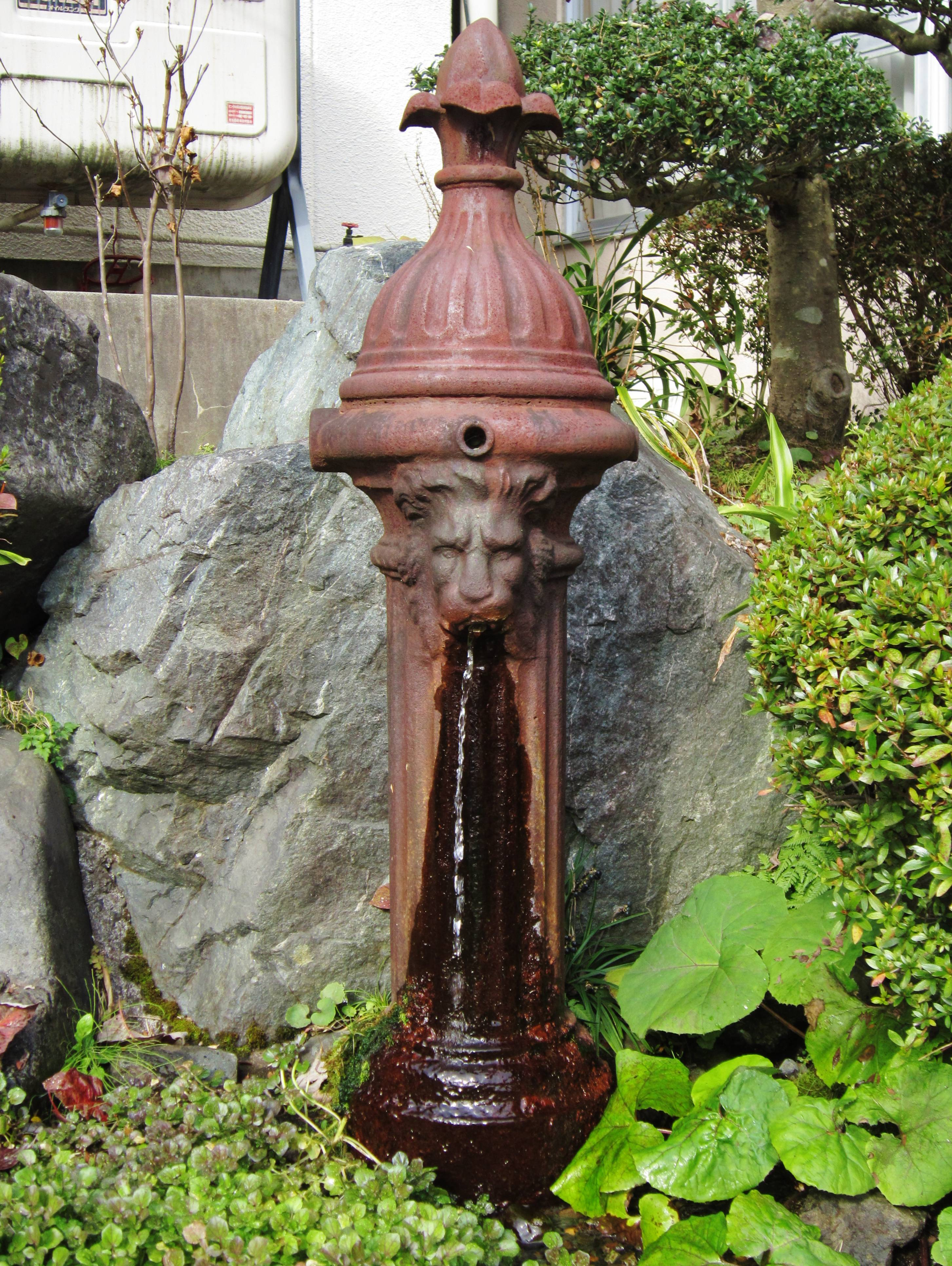
村役場前にある獅子頭共用栓。横浜市からの寄贈品

### 姉妹都市･提携都市

#### 国内
提携都市
- 横浜市（関東地方 神奈川県） - 2004年（平成16年）6月22日 友好交流協定締結

横浜市との関係
1897年（明治30年）に横浜市水道局が道志川から水道原水の取水を始め（取水地は神奈川県相模原市緑区青山）、青山取水堰から川井浄水場（神奈川県横浜市旭区）に至る横浜水道を完成させた。当時は「赤道を越えても腐らない水」といわれていた。
その後の都市化に伴う森林破壊により、各地で水源となる森林の保全が問題となるが、横浜市は1916年（大正5年）に山梨県より当村内の県有林約 2,800haを取得し水源涵養林の保全に着手、以降現在まで横浜市と道志村は協働して水源林を保全している。
- 2003年（平成15年）6月12日、道志村村民 653名（全住民の3割超）の賛同をもって住民発議され、横浜市に合併を申し入れた[11]。しかし、距離のある越境飛地となり、また村議会や山梨・神奈川両県の賛同も得にくい状況であったため、横浜市側から断ることとなった。
- 2004年（平成16年）6月22日に「横浜市と道志村の友好・交流に関する協定書」および「横浜市民ふるさと村に関する覚書」を締結している。

## 経済
主な産業は、林業・農業・観光業である。

### 観光業
道志みち（国道413号線）沿いには大小様々な形態のキャンプ場が30以上存在しており、関東圏はもとより日本でも有数のキャンプ場密集地である。

## 市街地
道志村には道の駅のほかには商店が3店舗あるのみで、日常的な買い物は都留市や富士吉田市へ出かける村民が多いが、公共交通機関が少ないため、村では買い物難民対策として、コンビニエンスストアの誘致と移動販売車の巡回を目指していた。このうちコンビニエンスストアについては誘致資金を集めるためクラウドファンディングを実施。目標金額に達したことからローソンを誘致し、2025年6月6日にローソン道志店がオープンした。

## 情報・通信

### 市外局番
道志村のNTT加入電話はほとんど大月MAの道志局収容（市外局番0554）であるが、道志局から遠い東端の月夜野地区については、隣接する相模原市緑区津久井町青根地区が近いため、相模原MAの津久井青根局収容（局番042-7）になっている。また、月夜野地区は青根局収容のため、相模原市及び遠く東京都町田市まで市内通話扱いとなる。

### マスメディア

#### 中継局
- 道志中継局

## 教育
村立
- 道志村立道志中学校
- 道志村立道志小学校

## 交通

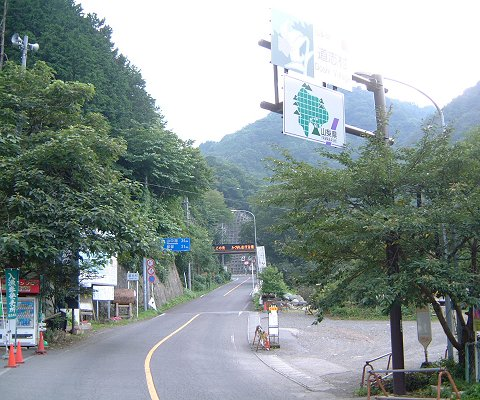
山梨県（甲斐国）と神奈川県（相模国）の県境にある月夜野バス停付近（2003年7月29日撮影）

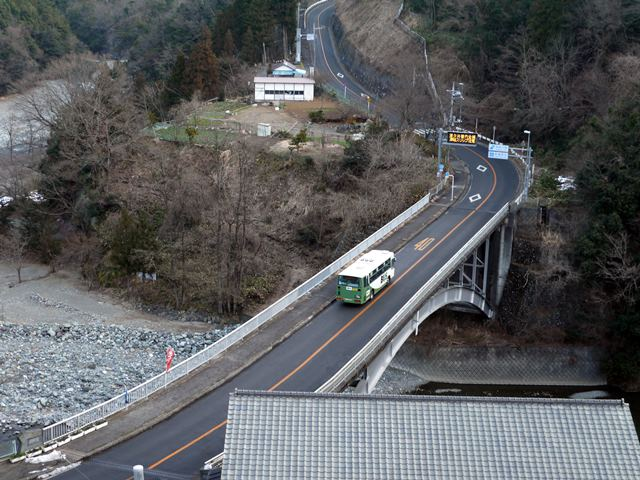
両国橋

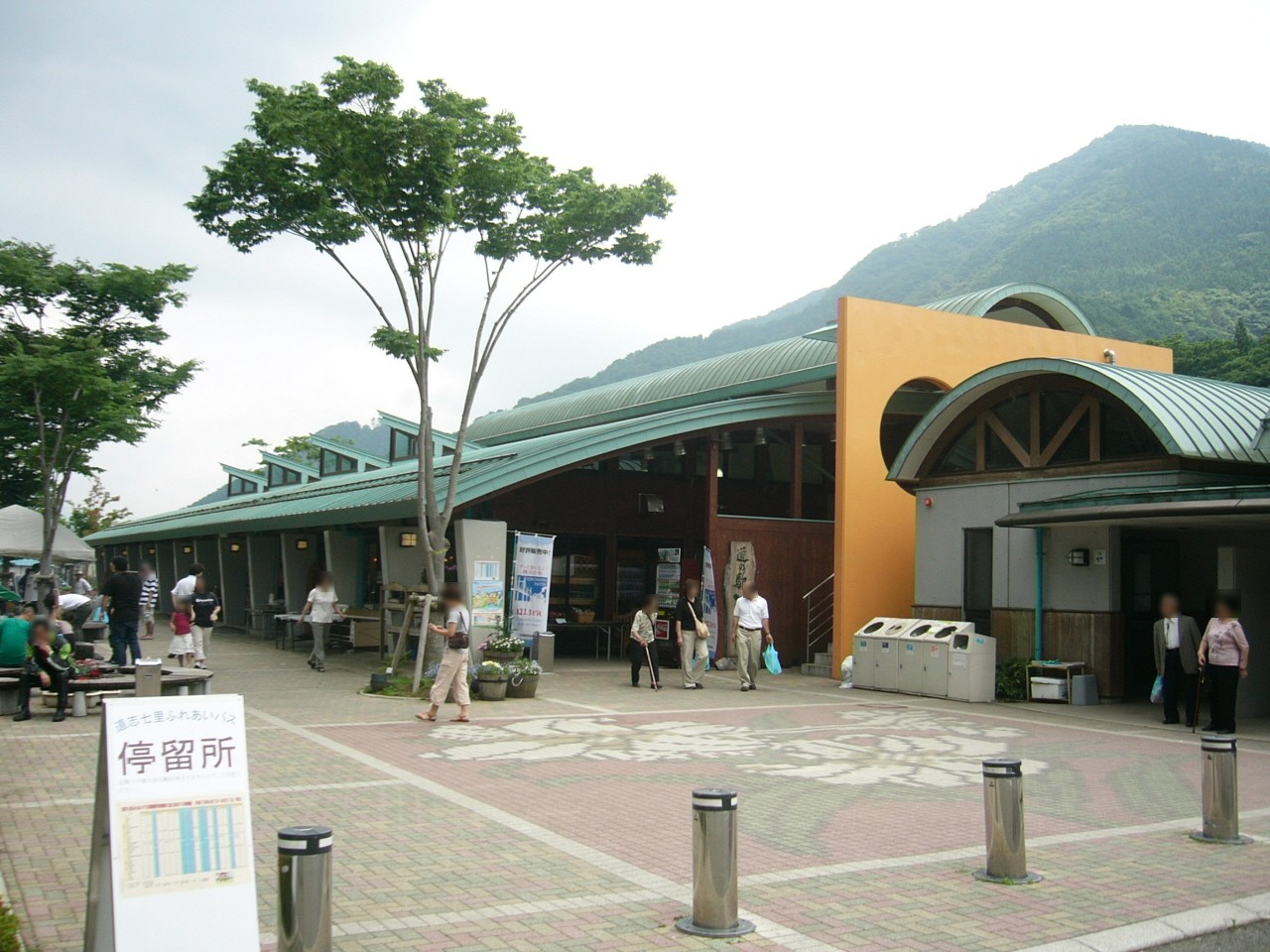
道の駅どうし

### 鉄道
村内に鉄道路線は通っていない。最寄り駅は富士山麓電気鉄道富士急行線谷村町駅。

### バス

#### 路線バス
富士急バス
- D4：山中湖 旭日丘 - 山中湖 平野 - 長又 - 唐沢 - 和出村 - 道志小中学校前 - 道志の湯 - 道志 - 馬場 - 小善地 - 久保 - 月夜野
- D3：富士山駅 → 市役所前 → 忍野入口 → お宮橋 → 内野 → 富士山 山中湖 → 山中湖 旭日丘 → 山中湖 平野 → 長又 → 唐沢 → 和出村 → 道志小中学校前 → 道志 → 道志水源の森
- 長又 → 唐沢 → 和出村 → 道志小中学校前 → 道志 → 馬場 → 小善地 → 久保 → 月夜野[15]
- 都留市立病院前 - 都留市駅 - 谷村町駅入口 - 唐沢 - 道志小中学校前 - 月夜野[16]
- D1（運行終了）：（富士河口湖高校 - ）富士山駅 - 浅間神社前 - 忍野入口 - 北富士駐屯地正門前 - 富士山 山中湖 - 山中湖 旭日丘 - 山中湖 平野 - 長又 - 唐沢 - 和出村 - 道志小中学校前 - 道志 - 道志水源の森

道志方面の便は富士河口湖高校始発。
- D2 (運行終了)山中湖旭日丘 - 長又 - 唐沢 - 道志水源の森（4月 - 11月のみ毎日運行）[17]

各便とも平日のみ、1～3往復のみの運行（土休日運休、また休校日等運休があるため要事前確認）。このため、山梨県の自治体でありながら休日に公共交通機関で山梨県側から道志村を訪れることはできない。
神奈川中央交通
- 三56 三ヶ木（みかげ）- 西野々 - 東野 - 月夜野

相模原市緑区三ヶ木より、県境の両国橋（国道413号）を渡り当村東端の月夜野で折り返す。実質的に現在神奈川中央交通グループ唯一の山梨県内路線となっている（ただし神奈中グループとしての月夜野停留所の所在地は相模原市緑区音久和である）。かつては前述の富士急バスとここで連絡しており、登山客などにも利用されていた。不採算に付き県補助制度を活用した上で、現在では旧津久井町の要請により主に通学の足として維持されている状況である。2025年4月6日以前は、富士急バスとは路線では接続しているものの、ダイヤ上では連絡しておらず、富士吉田方面に乗り継ぐには1泊を要していたが、。富士急バスが2025年4月7日にダイヤ改正を行い、それまでの長又止まりの系統に変わり、新たに平日のみの山中湖旭日丘始発のD4系統を運行開始し、さらに月夜野で神奈中バスに接続する様になったため、平日であれば富士吉田方面へ抜けることは容易になった。神奈中バス側は2025年現在、毎日2往復のみが運行されている。ただし平日と土休日で運行時間帯は違い、土休日は登山客が利用しやすいダイヤになっている。
道志七里ふれあいバス（運行終了）
- 長又 - 道志の湯 - 月夜野

2006年6月1日より8月31日まで3箇月間「快適で安心して暮らせる里づくり」の基本方針に基づき、試験的に道志村により運行された路線である。当時は、毎日4往復運行で乗車料金は無料であった。

### 道路

#### 高速道路
高速道路など有料道路の最寄ICは、前述の二つの一般道を経由し、中央自動車道相模湖IC（村東部の最寄り）、中央自動車道富士吉田線都留IC、東富士五湖道路山中湖ICがある。

#### 国道
- 国道413号（道志みち、津久井街道）

#### 県道
主要地方道
- 山梨県道24号都留道志線

### 道の駅
- 道の駅どうし

## 観光

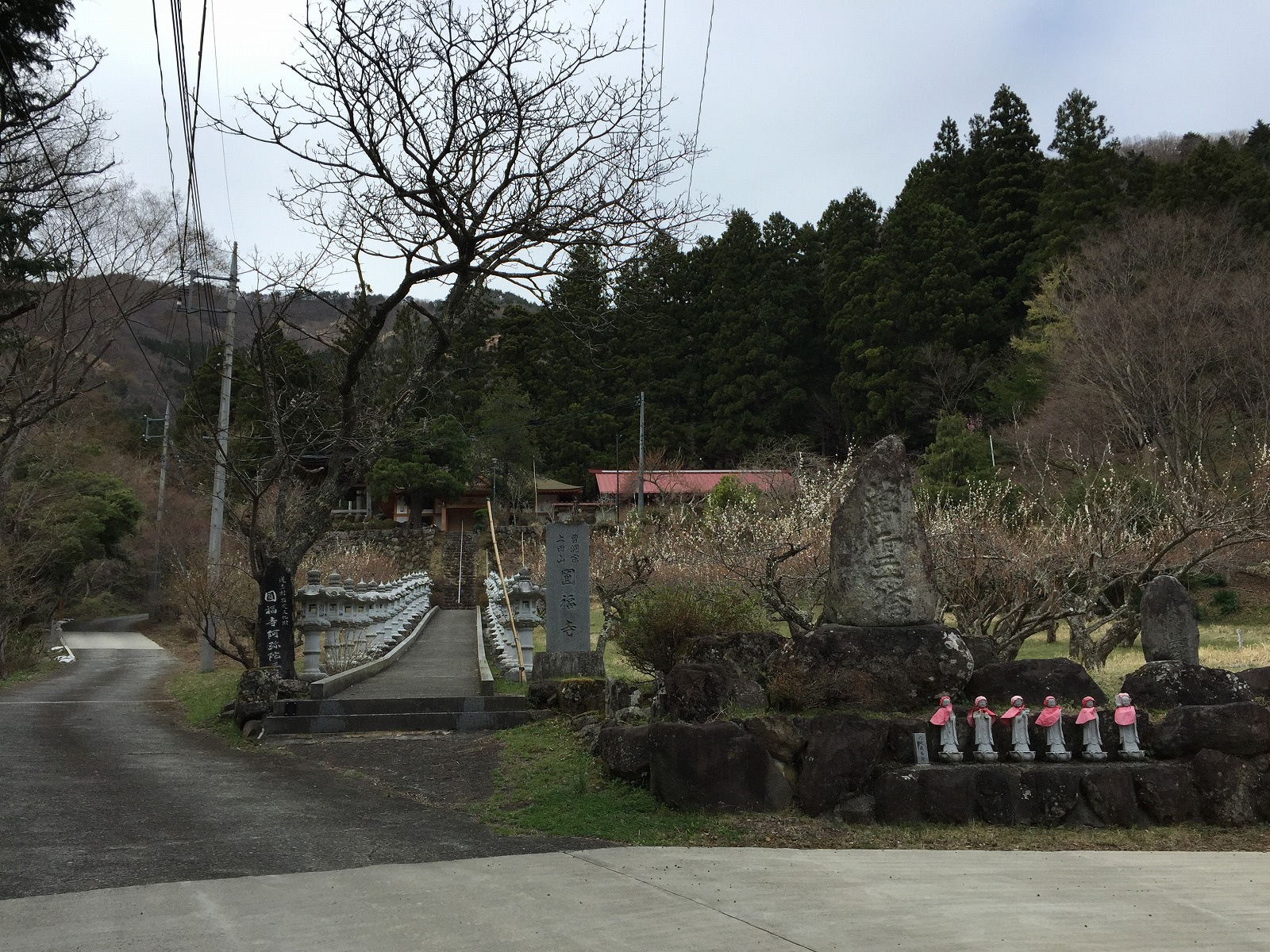
圓福寺

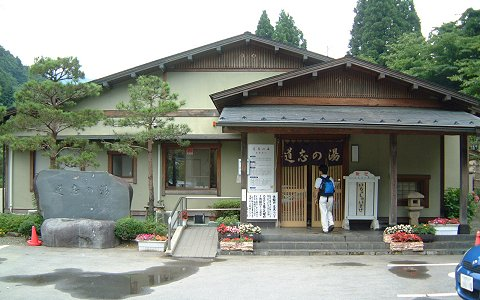
道志の湯（2003年7月撮影）

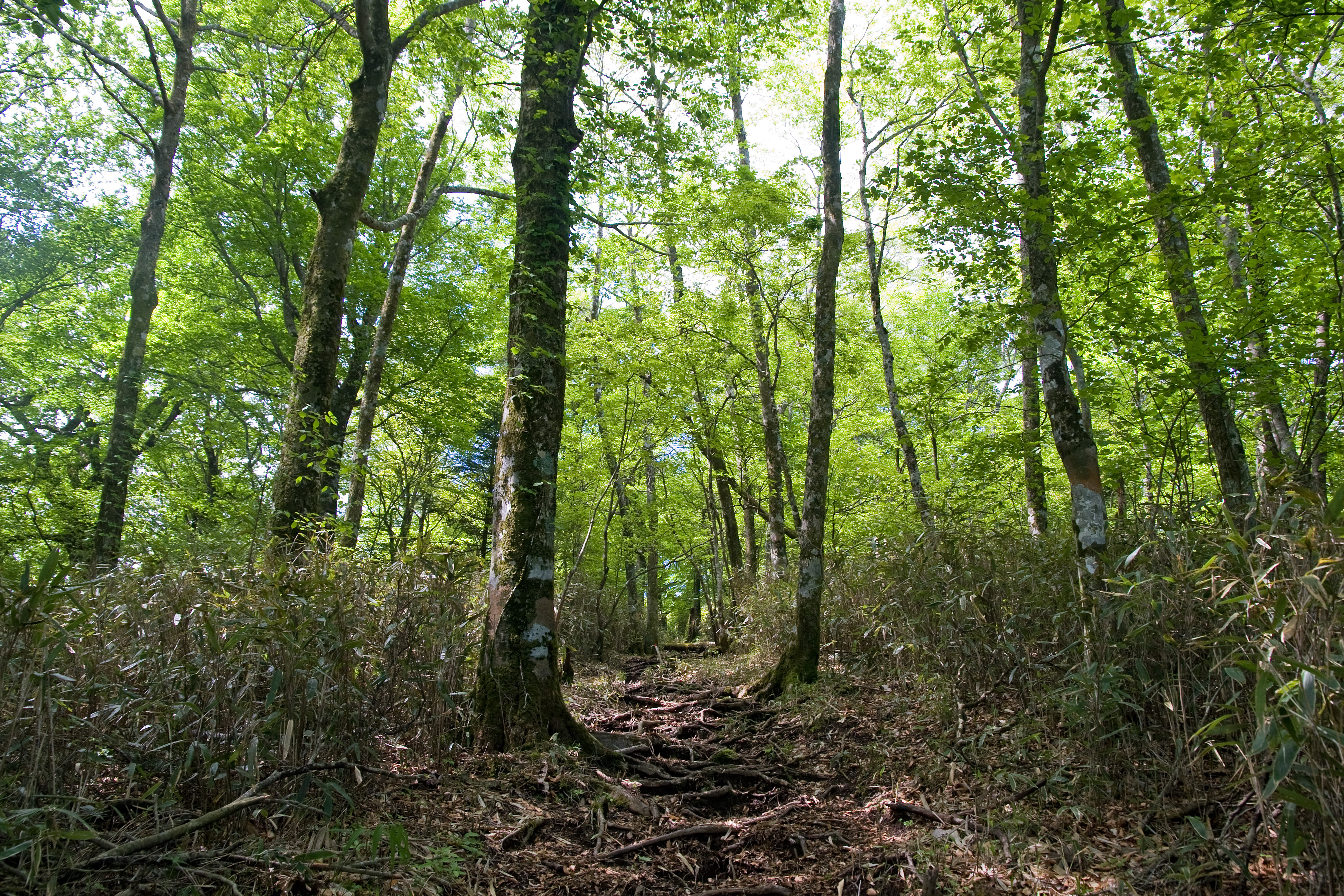
横浜市水道局の水源涵養林
（丹沢山地・菰釣山 2011年6月）

### 名所・旧跡
主な寺院
- 圓福寺

主な神社
- 金比羅神社
- 津島神社
- 子之神社

### 観光スポット
- 道志の湯 公式HP

村営温泉施設。源泉はカルシウム・ナトリウム硫酸塩泉で、pH8.7、17.8℃のアルカリ性冷鉱泉である。休憩室・食堂・土産物店併設、一部時間帯は路線バスが当施設前（「道志の湯」バス停）まで乗り入れている。また、横浜市民（または在勤・在学）であることが証明出来れば村民と同じ料金で入浴できる（村外700円→村民及び横浜市民500円）。営業日等は公式ホームページ参照。
- 道の駅どうし 公式HP

村の特産品・地元産農産物を集めた直売所などが併設されている。最寄りのバス停は「中山」。詳しくは公式ホームページを参照。
- 横浜市水道局水源涵養林

当村面積の約36%にあたる2,873haが横浜市水道局により保全されており、当村と横浜市が共同しボランティアを募っての植樹や森林の手入れといった催しを行っている。
- 体験農園
- ギャラリー水源の森・そば処水源の森

漫画家・富永一朗の原画などを常設展示する。そば処では当村産の川魚やクレソンの料理も提供するが営業日に注意。最寄りのバス停は「馬場東口」。
- みなもと体験館 道志・久保分校 公式HP

廃校になった道志小学校久保分校を利用した体験型施設。食やモノなどの「みなもと」を体験できるほか、環境学習にも力を注いでいる。イベントスケジュール等は公式ホームページ参照。
- 道志村観光協会 - 横浜市民優待サービス 公式HPより案内ページ

道志村はキャンプ場銀座と呼ばれるほど、多くのキャンプ場があることでアウトドア好きの間で有名であるが、このうち、道志村観光協会加盟のキャンプ場では平成25年4月27日より横浜市民優待サービスを開始した。利用料金・テントサイト料の割引およびキャンプ用道具の無料貸出など。優待サービス利用には事前申込みが必要。詳しくは道志村観光協会公式HP内「横浜市民優待サービス」を参照。
- 道志渓谷キャンプ場
- 両国橋キャンプ場
- 月夜野キャンプ場
- 大渡キャンプ場
- 久保キャンプ場
- 下村キャンプ場
- 川端オートキャンプ場
- 椿荘オートキャンプ場
- 椿キャンプ場
- 水源の森 キャンプランド
- WOODSMAN CAMPGROUND
- ネイチャーランドオム
- やぐら沢キャンプ場
- 道志森のコテージ
- ブナの森キャンプ場
- 谷相郷キャンプ場
- 滝原オートキャンプ場
- CAMP SPACE DOSHI 2.0(CSD2.0)
- 観光農園オートキャンプ場
- オートキャンプ in むじな
- 9時17時（クジゴジ）道志オートキャンプ場
- オートキャンプせせらぎ
- RVパーク Annex道志
- ラビットオートキャンプ場
- 道志の森キャンプ場
- 水之元オートキャンプ場
- 山光荘オートキャンプ
- オートキャンプしろいだいら
- センタービレッジキャンプ場
- スカイバレーキャンプ場
- リバーサイドマイシーン
- オートキャンプ長又
- とやの沢オートキャンプ場
- 奥道志オートキャンプ場
- 山伏オートキャンプ場

## 出身関連著名人

### 出身著名人
- 水越けいこ - シンガーソングライター

## 道志村を舞台とした作品

### アニメ
- 迷家-マヨイガ-

舞台である納鳴村（ななきむら）は道志村がモデルである。道志村で行われている「Natural High!」でもアニメが放送された2016年に声優のトークショウやブース出店が行われている。
- ばくおん!!

アニメ第3話でメンバーが道の駅どうしに立ち寄っている。

### 旅番組
- ローカル路線バス乗り継ぎの旅

2007年の第1回放送で、太川陽介・蛭子能収のコンビが初めて宿泊したのが道志村であった。